# Firmiana simplex
Firmiana simplex – gatunek rośliny z rodziny ślazowatych. Pochodzi z wschodniej Azji (Chiny, Japonia, Tajwan), poza tym został rozprzestrzeniony na innych obszarach. Uprawiany jest w Europie i Ameryce Północnej.
Okaz tego gatunku jako jedyne drzewo w centrum miasta, pomimo widocznych uszkodzeń przeżył wybuch bomby atomowej w Hiroszimie w 1945. Zachował także zdolność rozrodczą.

## Morfologia

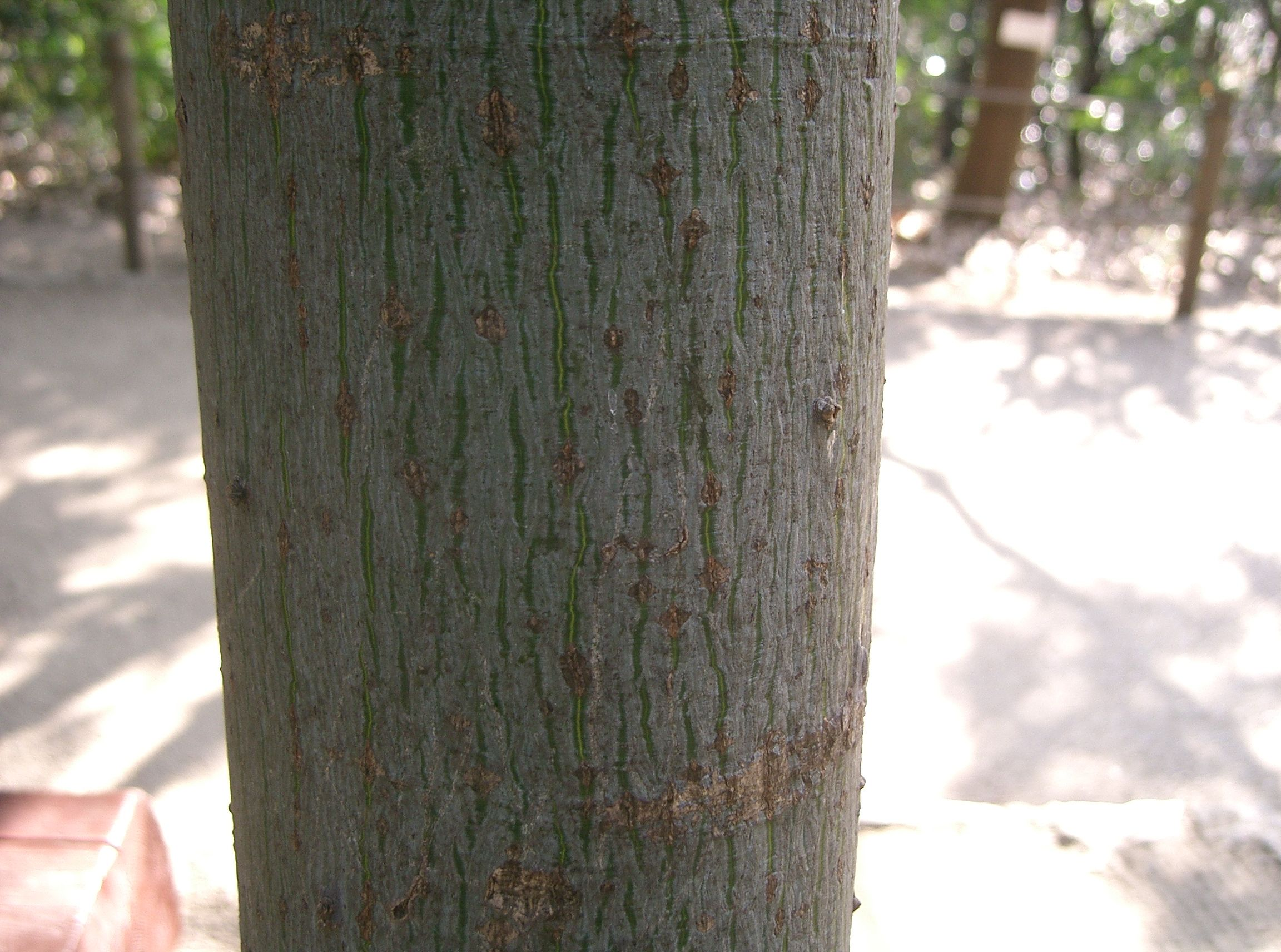
Pień
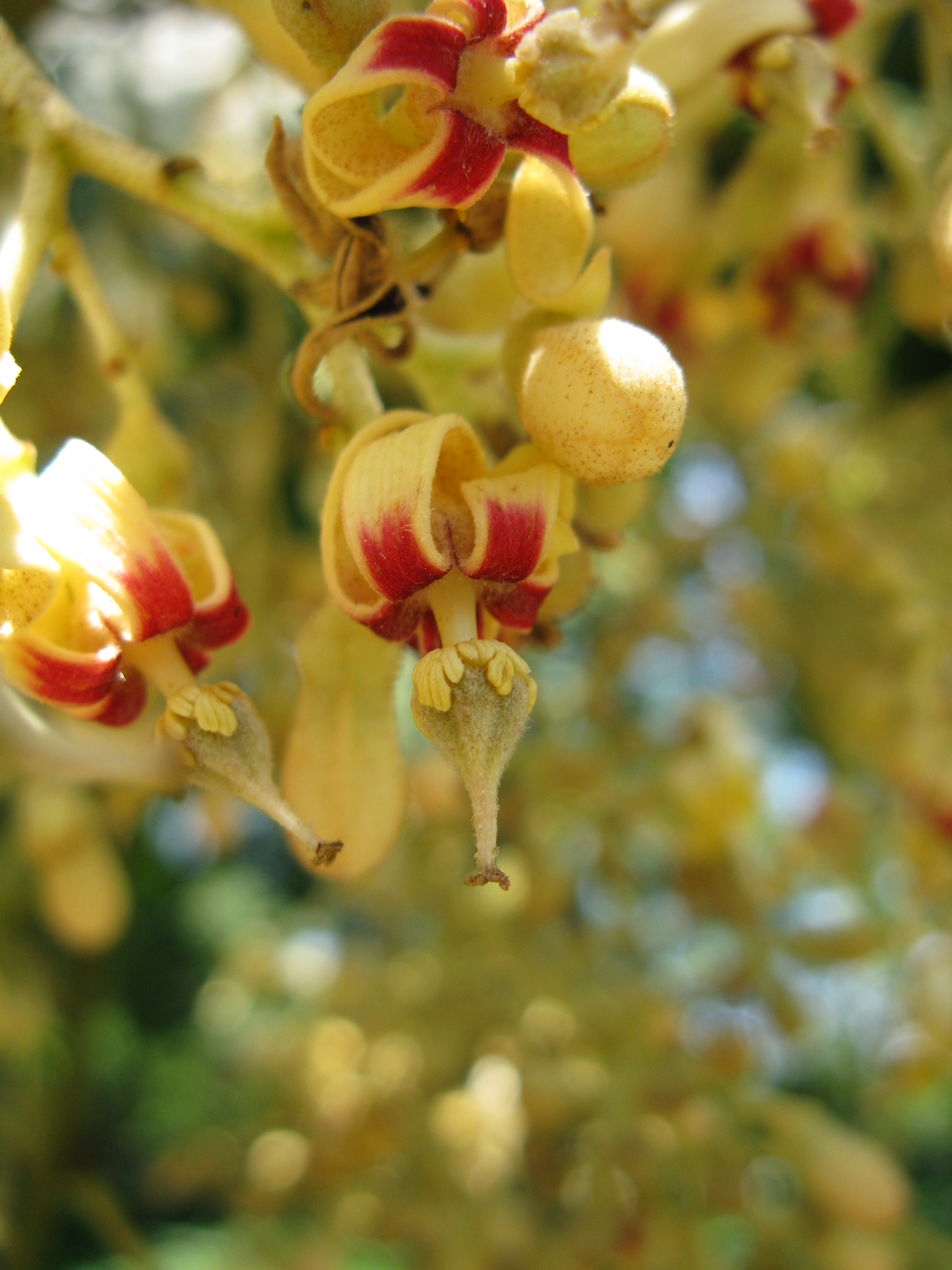
Kwiaty
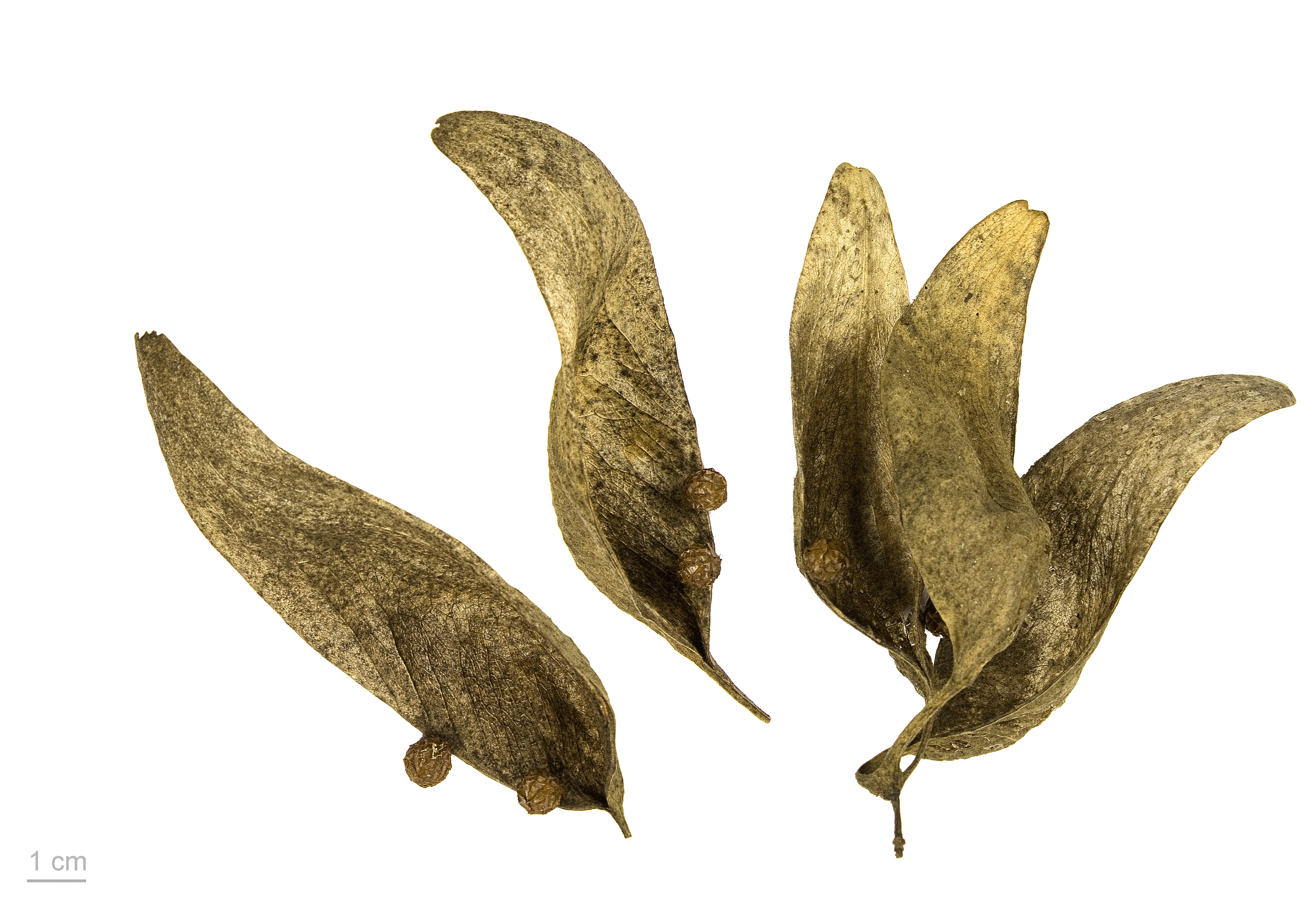
Owoce

PokrójDrzewo osiągające wysokość do 12 m.
LiścieNaprzemianległe, klapowane, duże (do 30 cm średnicy).
KwiatyW żółtawych wiechach na końcach pędów.
OwoceWielkości grochu.

## Zastosowanie
- Sadzone jako drzewo ozdobne.
- Drewno ze względu na swoje doskonałe właściwości akustyczne wykorzystywane jest do wyrobu tradycyjnych chińskich instrumentów muzycznych, takich jak guqin i guzheng.